# جكني
جِكَنِّي بلدة موريتانية وإحدى بلديات ولاية الحوض الشرقي.

## من أعلام مقاطعة جگني الأب المأسس للمقاطعة
محفوظ ولد خطري 
1. ↑  GeoNames (بالإنجليزية), 2005, QID:Q830106